# Riserva naturale Fiume Ciane e Saline di Siracusa
La Riserva naturale orientata Fiume Ciane e Saline di Siracusa è un'area naturale protetta istituita dalla Regione Sicilia che comprende il corso del fiume Ciane e la zona umida delle Saline alla periferia sud della città di Siracusa. La riserva è gestita dalla omonima provincia.
La riserva è stata istituita con decreto dell'assessorato Territorio Ambiente della Regione Siciliana nel 1984, ed è orientata alla salvaguardia del papiro lungo il corso del fiume Ciane ed alla conservazione dell'ambiente delle "Saline". 

## Il fiume Ciane
Il nome Ciane deriva dal greco cyanos, κυανός, che significa "verde-azzurro", e richiama il colore particolare delle acque e del papiro di queste zone.

## Le saline
Situate a ridosso della città, comprendono un ambiente palustre, pianeggiante, talora a livello leggermente inferiore rispetto a quello del mare, ideale per l'attività estrattiva del sale. Le saline costituirono dal Seicento una risorsa economica di sicuro interesse; restarono in attività fino agli anni ottanta e furono in seguito abbandonate per la crisi del settore. 
Attualmente vi giungono due volte l'anno gli uccelli migratori per rifocillarsi e sostare. Tuttavia è invocata da anni una migliore gestione del sito, e una manutenzione straordinaria degli argini del Ciane, nonché il recupero delle saline. Vi sono in cantiere diversi progetti che finora non hanno visto la realizzazione.

## Flora

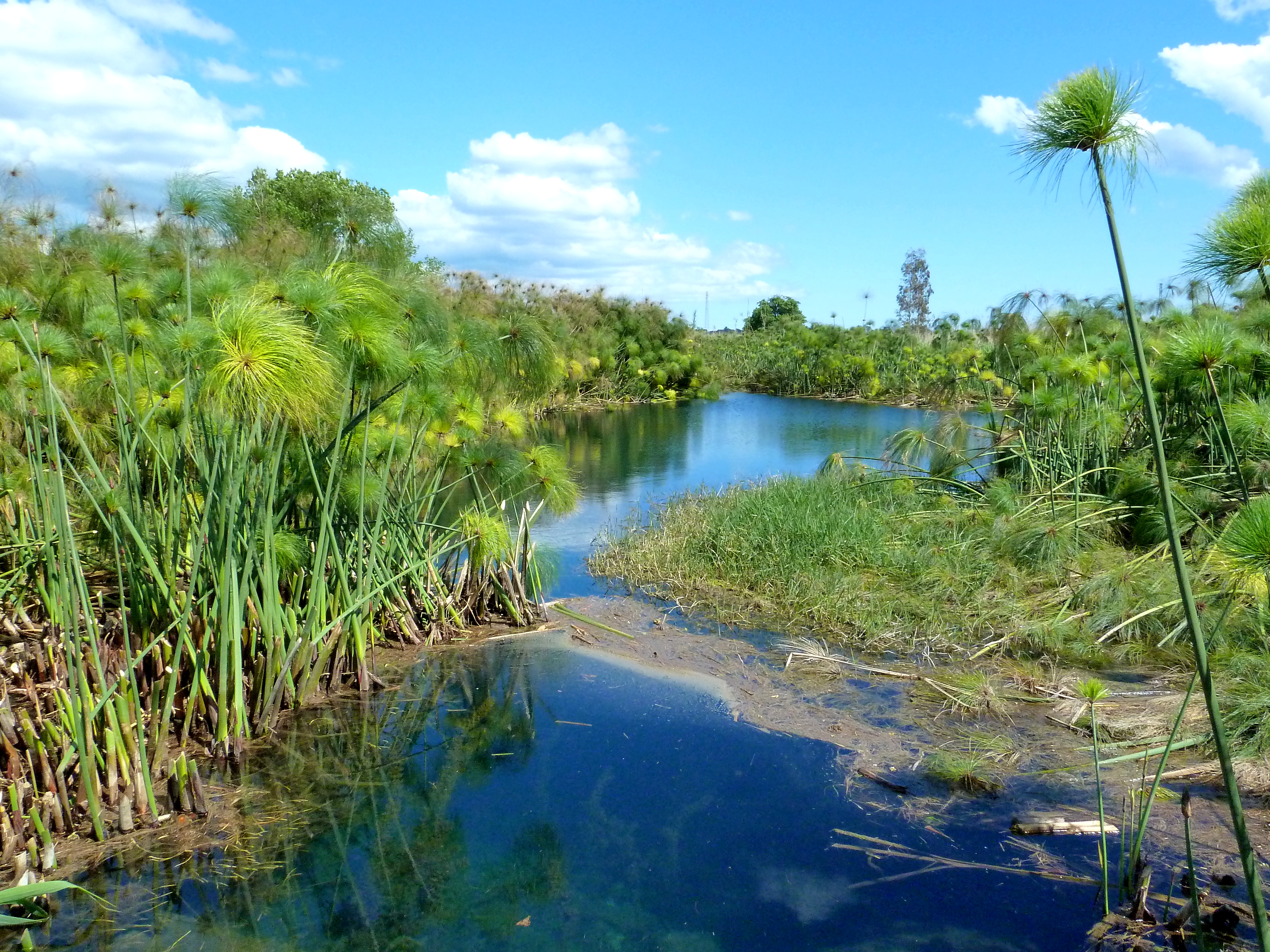
Papiro del Ciane

La riserva è caratterizzata da una florida vegetazione ripariale con specie quali il papiro (Cyperus papyrus), la cannuccia di palude (Phragmites australis) e il giaggiolo acquatico (Iris pseudacorus).

### La scoperta della pianta del papiro e sua origine
Una delle caratteristiche principali che contraddistingue l'odierna città di Siracusa è la presenza nelle sue acque salmastre della pianta denominata Cyperus papyrus o papiro egiziano, così chiamata perché deve la sua fama all'uso davvero variegato che ne fece l'antico Egitto: eletta a simbolo del Basso Egitto (delta del Nilo), divenne nota a livello mondiale per aver rappresentato il primo mezzo di supporto per la scrittura occidentale, traendo dalla pianta i fogli di papiro, adoperati essenzialmente dalla corte dei faraoni per descrivere le cronache del regno egizio.
Motivo di tutela e segno caratterizzante del papiro egiziano di Siracusa è il fatto che questa pianta per moltissimo tempo è stata estremamente rara, venendo a scarseggiare persino nel delta del fiume Nilo (luogo dove la sua fama toccò l'apice), e sebbene odiernamente la si possa trovare abbondante nelle aree più umide dell'Africa (ma anche in quelle degli Stati Uniti d'America), i piccoli corsi d'acqua che attorniano la città aretusea rimangono l'unico luogo d'Europa (ai quali si aggiunge anche il papiro egiziano delle pendici etnee di Fiumefreddo di Sicilia, nel catanese) dove esso continua a crescere in maniera spontanea, formando nutrite colonie.
Se pur provato scientificamente che il papiro di Siracusa e quello dell'Egitto appartengano al medesimo ceppo naturale (a differenza, ad esempio, delle piante papiracee che crescono spontanee in Spagna o in Francia, le quali non possono dirsi egizie né vi si produce della carta), rimane molto incerta la sua origine, ovvero la sua comparsa nel territorio: vi è chi sostiene che il papiro siracusano sia autoctono dell'isola, avendo antica testimonianza scritta, risalente al VI secolo, di papireti ormai estinti anche a Palermo, e chi sostiene invece che sia stato importato dall'Egitto (la scoperta del papiro a Siracusa).
A supporto di un qualche dimenticato legame tra i papiri egizi e quelli aretusei vi sono diversi appoggi: ad esempio il fatto che sia in lingua egiziana sia nel dialetto siracusano (dialetto siciliano orientale) questa pianta venga chiamata pressoché nel medesimo modo: «pampèra» e «pappèra» per i siracusani, «paenperaa» e «paperâa» per gli egiziani.

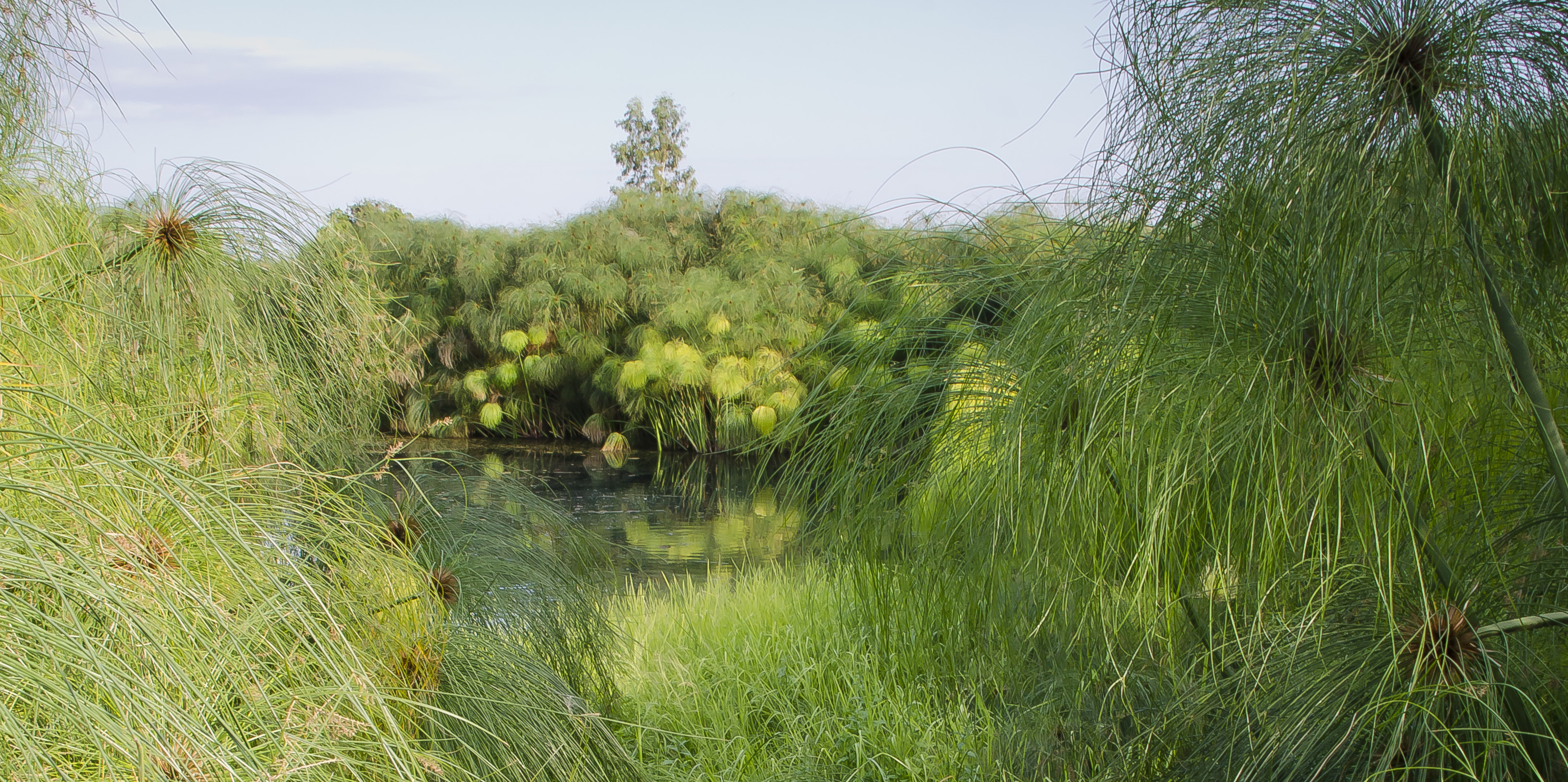
Papireti egiziani di Siracusa nella Riserva naturale Fiume Ciane e Saline di Siracusa

Vi è inoltre la notizia risalente al principio del Novecento, appresa dall'erudito siracusano Pasquale Midolo, il quale nel suo libro Archimede e il suo tempo (citato in seguito da Luigi Malerba in Storia della pianta del papiro in Sicilia e la produzione della carta in Siracusa) afferma che il papiro egiziano in città sarebbe stato importato nel medioevo - insieme alla canna da zucchero (della quale il territorio in passato fu un grosso produttore) - da alcune ricche famiglie d'Egitto provenienti da Mìgdol (una biblica località del delta orientale del Nilo, citata più volte, come nel "passaggio del mar Rosso"), che fuggite dall'Eyalet d'Egitto vennero a seminare i terreni che acquistarono presso l'Anapo, al Ciane, a Tremilia e a Lumidoro; località nei pressi della valle del Marcellino, sita tra Melilli ed Augusta (nella valle sono stati rinvenuti reperti che attestano antichissimi rapporti con il mondo egizio).
Tuttavia, se il medioevo non può spiegare perché a Palermo vi fosse del papiro nel VI secolo, non vanno tralasciati nemmeno i rapporti che i tiranni di Siracusa, primo tra tutti Agatocle, instaurarono con l'Egitto tolemaico: in tal senso vi è chi ha avanzato l'ipotesi che questa pianta possa essere stata un dono di Tolomeo ad Agatocle (nella corte d'Egitto a quei tempi vi era anche chi aveva dinasticamente diritto al trono di Siracusa).
Dopo secoli di silenzio (nonostante la rara pianta venisse scoperta sul finire del XVII secolo, e poi ancora rinvenuta al Ciane nel XVIII secolo, essa non destava curiosità sull'allora isolata popolazione della cittadella militare spagnola, i cui contadini e marinai usavano il papiro per i più svariati compiti, ma non si interessavano della produzione di carta), nel XX secolo il papiro è divenuto uno dei principali simboli di Siracusa: lo studioso catanese Saverio Landolina, siracusano d'adozione, fu il primo a riprendere la fabbricazione della carta del papiro, nel 1781, e lo fece utilizzando i papiri del Ciane e le istruzioni dell'antico romano Plinio il Vecchio (il quale le lasciò scritte nella sua  Naturalis historia); da allora la città produsse fogli di papiro - se pur inizialmente in quantità minima -, rappresentando di fatto il primo luogo al mondo dove questa antichissima forma di scrittura e dipinto veniva riesumata (l'ultima fabbricazione di carta papiracea risaliva ai tempi dell'Impero di Bisanzio).

## Fauna
Il sito richiama una interessante avifauna che comprende, tra gli altri, il cavaliere d'Italia (Himantopus himantopus), la gallinella d'acqua (Gallinula chloropus) e il tarabusino (Ixobrychus minutus).

## Il percorso ciclopedonale
All'interno della riserva è presente un sentiero ciclopedonale ad anello di circa 12 km.